# Неоретро
Неоретро —  советская и российская музыкальная группа, образованная в карельском городе Костомукша в декабре 1986 года.

## История
До создания коллектива фронтмен Артур Ефремов, получивший диплом педагога музыкальной школы (хотя, никогда не преподававший), работал токарем и слесарем-инструментальщиком, затем — режиссёром и инженером видео- и аудиомонтажа.
Первый концерт состоялся 6 декабря 1986 года в костомушкинском ДК «Дружба».
В феврале-марте 1988 года коллектив участвовал в I Карельском республиканском фестивале, по итогам которого «в верхний эшелон карельской рок-иерархии мощно ворвалась группа из Костомукши». По мнению Артемия Троицкого, «Оригинальное видение „Неоретро“ синтезировано на основе лучших достижений ленинградской и свердловской школ, спроецированных на классическое наследие Procol Harum и Jethro Tull». В том же году группа отправила Александру Житинскому в Ленинград компиляцию альбомов «Осязание» и «Провинциальные сюжеты» для заочного участия в конкурсе журнала «Аврора», на котором ансамбль получил диплом III степени. Отличительной особенностью музыки группы являлось полное отсутствие гитары на записях.
Среди музыкальных коллективов, поклонником которых является Ефремов, числятся Roxy Music, Visage, OMD и Kraftwerk. Говоря о своём отношении к русскому року, он однажды сказал: «Зачем слушать всякую чушь, когда в мире столько прекрасной музыки?».
Период 1987-1989 годов лидер «Неоретро» называет «пиджачно-бабочным». Во время участия в музыкальном конкурсе «Тонарт-89» отношения между участниками коллектива накалились до предела: дело дошло до перебранки на сцене. В итоге из «Неоретро» ушли саксофонист и барабанщик, место которых занял новый ударник и скрипачка Яна Гущина. Сам Ефремов объяснял отсутствие понимания в группе возрастными различиями участников. В музыкальном плане для песен периода 1980-х годов был характерен «неожиданный синтез рока, декаданса начала века и советского песенного официоза времен застоя». По словам Александра Кушнира, «Музыка „Неоретро“ задевала за живое и грела душу, напоминая добрые и грустные мелодии промокшего под проливным дождем старого шарманщика». Альбом ансамбля «Грубые удовольствия для тонких натур» Кушнир включил в свою антологию «100 магнитоальбомов советского рока».
В 1996 году Ефремов в интервью сказал: «Мало кто из нас заболевает роком на всю оставшуюся, какие-то несчастные единицы».
В 2000 году, комментируя своё творчество, Артур Ефремов сказал: «В принципе, я считаю себя сюрреалистом. Тот мир, который я пытаюсь выразить своими словами, он сюрреален». Ефремов является большим поклонником американского музыкального коллектива «The Residents» и творчества Стивена Кинга.
В настоящий момент Артур Ефремов живёт в Костомукше, занимается коллекционированием редких музыкальных инструментов.

## Состав
- Артур Ефремов (р.1962) — музыка, тексты, клавишные, вокал
- Сергей Зуев — ударные
- Яна Гущина — скрипка
- Андрей Зайцев (умер 6 апреля 2016 года)[9] — бас
- Игорь «Мартин» Рабин — ударные
- Владимир Сивуха — саксофон
- Владимир Кейбель — звук
- Аркадий Ботой — барабанщик

## Дискография
- 1987 — «Осязание»
- 1988 — «Провинциальные сюжеты» (считается утерянным)
- 1989 — «Резуз-фактор»
- 1990 — «Грубые удовольствия для тонких натур»
- 1994 — «Secondhand happiness» («Подержанное счастье»)
- 1994 — «Лицо из глины»
- 1998 — «кАраокЕ» (Сольный альбом Артура Ефремова)
- 2002 — «Оркестровые маневры»